# Stefan Zweig
Stefan Zweig (Wenen, 28 november 1881 – Petrópolis (bij Rio de Janeiro), Brazilië, 22 februari 1942) was een Oostenrijkse schrijver van Joodse afkomst. Zweig studeerde germanistiek, Romaanse kunst en filosofie in Oostenrijk, Frankrijk en Duitsland. Hij was een tijdgenoot van, maar had geen familierelatie met Arnold Zweig.
Als biograaf beschreef Zweig veel historische en literaire figuren uit het Europese cultuurgebied. Later schreef hij novellen en romans die opvielen door de psychologische benadering en het subtiele taalgebruik.

## Leven
Zweig werd in een welgestelde Joodse familie geboren. De familie was niet religieus en Zweig noemde zich later een "Jood door toeval". Al tijdens zijn studie gaf hij gedichten uit die de invloed van Rainer Maria Rilke en Hugo von Hofmannsthal laten zien. In 1904 verscheen zijn eerste novelle, het genre waarmee hij zijn grootste roem zou verwerven.
Hij meldde zich aan het begin van de Eerste Wereldoorlog vrijwillig bij de oorlogspers. Het verloop van de oorlog maakte hem echter steeds meer een oorlogstegenstander, wat nog eens versterkt werd door de invloed van zijn vriend, de Franse pacifist Romain Rolland. In 1917 werd Zweig van zijn dienst bij de oorlogspers vrijgesteld, en later helemaal ontslagen. Hij verhuisde naar Zürich, in het neutrale Zwitserland, werkte er als correspondent voor de Weense Neue Freie Presse, en publiceerde ook in de Hongaarse Duitstalige krant Pester Lloyd. Deze bezigheden gebruikte hij om o.a. zijn partijloze mening te uiten.
Na het einde van de Eerste Wereldoorlog keerde Zweig terug naar Oostenrijk. Vanaf 1919 woonde hij in Salzburg. Het uiteenvallen van het Habsburgse rijk in 1918 was voor hem een verbijsterende ervaring. Zo schreef hij later: Vandaag, nu het grote noodweer haar allang verwoest heeft, weten we eindelijk dat die wereld van zekerheid een luchtkasteel is geweest. Maar toch, mijn ouders hebben erin gewoond als in een huis van steen.
In 1920 trouwde hij met Friderike von Winternitz. Als geëngageerde intellectueel trad Zweig tegen het nationalisme en revanchisme op en bracht hij zijn idee van een geestelijk verenigd Europa naar voren. Hij schreef veel in zijn Salzburger tijd: verhalen, drama's, novellen en historische romans. In de jaren twintig gold Zweig als een van de meest succesvolle Duitstalige schrijvers, op een zeker moment in elk geval de best verkopende. De historische momentopname Sternstunden der Menschheit uit 1927 haalde bij verschijning recordoplagen en geldt nog steeds als zijn meest succesvolle boek.

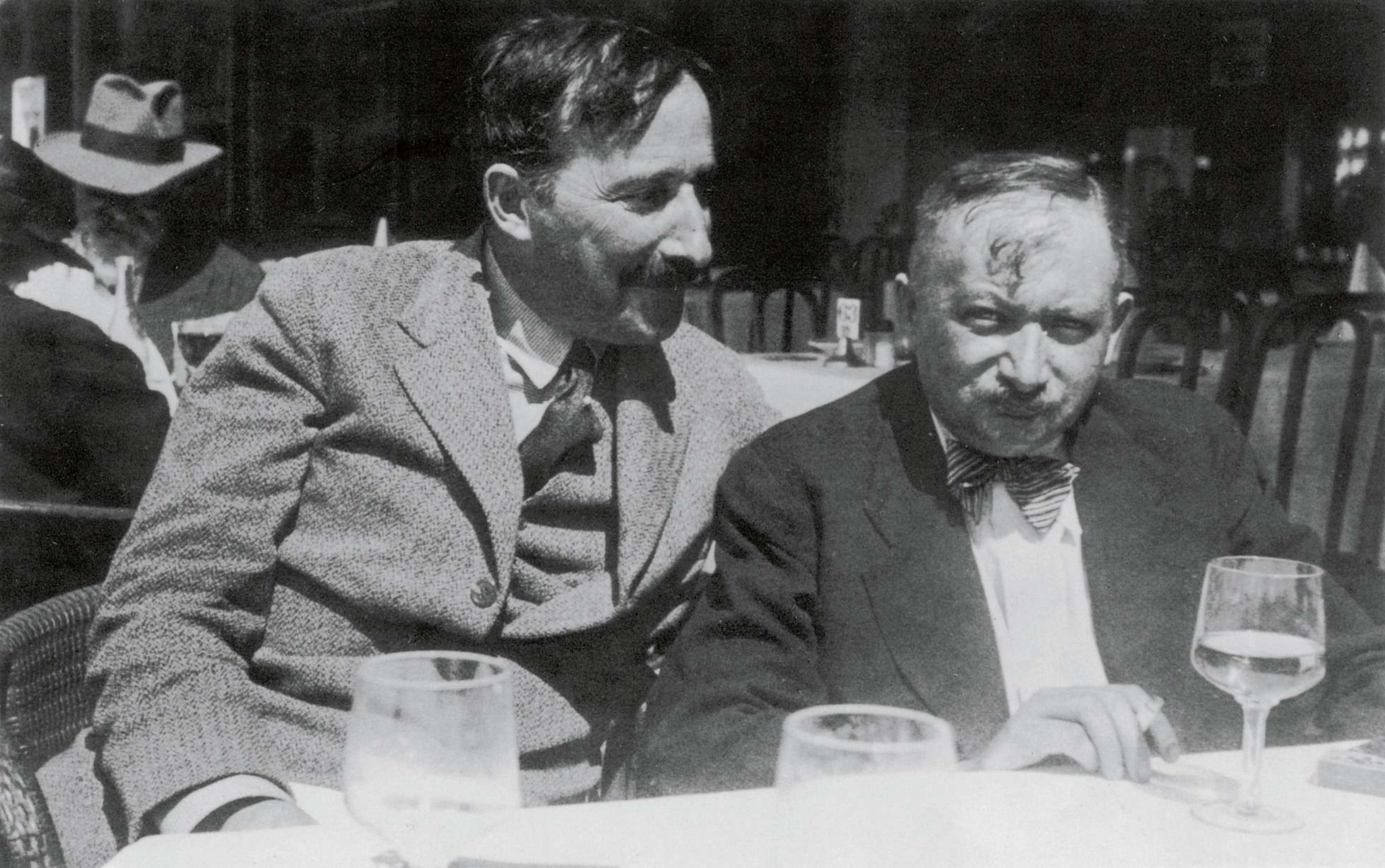
Zweig en Joseph Roth in Oostende in 1936

Nadat de nationaalsocialisten in 1933 in Duitsland de macht hadden gegrepen en ook hun invloed in Oostenrijk voelbaar werd, emigreerde Zweig naar Londen. Bij zijn uitgever in Leipzig mocht hij niet meer publiceren. Hij vond echter nog een uitgever in Wenen. In 1936 werden Zweigs boeken in Duitsland verboden en openbaar verbrand of aan de schandpaal genageld. Zijn huwelijk werd in 1938 ontbonden; in 1939 hertrouwde hij met Elisabet Charlotte Altmann.
Na het uitbreken van de Tweede Wereldoorlog nam hij de Britse nationaliteit aan. Hij verliet Londen en kwam via New York, Argentinië en Paraguay in 1940 in Brazilië terecht. Samen met zijn tweede vrouw koos Zweig op 22 februari 1942 ervoor om vrijwillig een einde te maken aan hun leven (of zoals hij zelf schreef: aus freiem Willen und mit klaren Sinnen) vanwege zijn treurigheid over de vernietiging van zijn "geistige Heimat Europa". Zweig besefte dat hij, ook bij een eventuele overwinning op Hitler-Duitsland, vertegenwoordiger van een voorbije wereld zou zijn, en hij wenste dit niet bewaarheid te zien worden.
Die Welt von Gestern, de kort voor zijn zelfmoord geschreven autobiografie van Stefan Zweig, wordt gezien als een van de meest treffende en best geschreven tijdsbeelden van de periode 1900-1940.

## Europa
Met grote vanzelfsprekendheid reisde en werkte Zweig op zijn geboortegrond in het Habsburgse rijk en in Frankrijk, Nederland, Zwitserland, België, Italië, Duitsland en het Verenigd Koninkrijk. Voor Zweig was Europa één samenhangend cultuurgebied waar hij vrij toegang toe had. Hierbij moet opgemerkt worden dat hij in een goed daglicht stond door zijn betrokkenheid bij de Europese kunstenaarselite en de ruime financiële middelen waarover hij beschikte. Het Stefan Zweiggebouw van het Europees Parlement in Brussel werd naar hem genoemd.

## Fanatisme

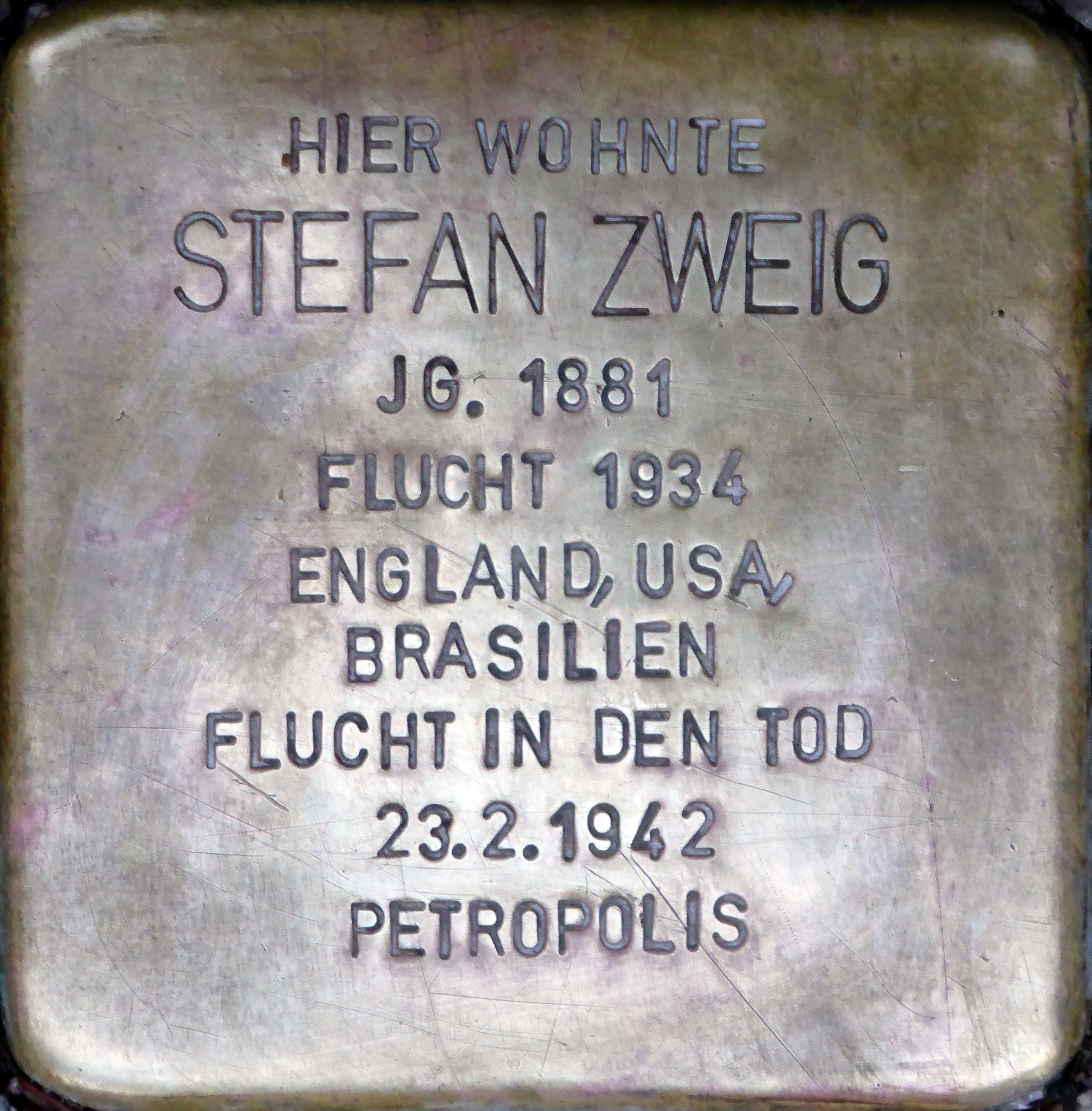
Stolperstein voor het huis van Stefan Zweig

In zijn boek Triomf en tragiek van Erasmus van Rotterdam typeert Zweig fanatisme als “de vijand van vrijheid van denken”. In Castellio tegen Calvijn citeert hij Sebastian Castellio: "Een mens doden betekent nooit een leer verdedigen, maar: 'een mens doden'." Hieruit kunnen we afleiden dat hij zowel Luther als Calvijn verwijt dat zij geen tegenspraak duldden, een sterke missiedrang hadden en geen geweld schuwden om hun opvattingen gerealiseerd te krijgen.
Dit fanatisme trof Zweig in zijn persoonlijk leven toen hij in Salzburg woonde en werkte. Het nationaalsocialisme veroverde Oostenrijk. Zweig werd gedwongen om Salzburg te verlaten. In De wereld van gisteren beschrijft hij het moment waarop hij, in de trein van Wenen naar Zwitserland, voor de laatste keer zijn woonplaats ziet: Salzburg, de stad waar het huis stond waarin ik twintig jaar had gewerkt, reed ik voorbij zonder op het station zelfs maar uit te stappen. Ik had weliswaar uit mijn treinraampje mijn huis op de heuvel kunnen zien met al de herinneringen van de voorbije jaren, maar ik keek niet. Waarom zou ik? Ik zou er toch nooit meer wonen. En op het ogenblik dat de trein over de grens rolde, wist ik net als oervader Lot in de bijbel dat alles achter mij stof en as was, tot bitter zout verstard verleden.

## Humanisme
Zweig had een humanistische levensopvatting en een uitgesproken voorkeur voor een onverdeeld Europa. Het is waarschijnlijk daarom dat hij in zijn biografie over Erasmus eigenlijk zijn persoonlijke 'held' beschrijft: een humanist die consequent het extreme afwijst en het midden (de matiging) kiest.
Zijn ideaal is een verenigd, humanistisch Europa.

## Werken
Een selectie:
- Silberne Saiten (1901), gedichten
- Die Liebe der Erika Ewald (1904)
- Tersites (1907)
- Brennendes Geheimnis (1911), novelle
- Jeremias. Dramatische Dichtung in neun Bildern (1917), drama (Nederlandse vertaling door H.C. Kool o.d.t. Jeremia; bewerking door Jozef Boon o.d.t. Jeremias)
- Angst (1920), novelle (Nederlandse vertaling door R. van Hengel)
- Die Augen des ewigen Bruders (1922), vertelling (Nederlandse vertaling door R.P. Sterkenburg o.d.t. De oogen van den eeuwigen broeder)
- Verwirrung der Gefühle (1927), novelle
- Sternstunden der Menschheit (1927) (Nederlandse vertaling door R.P. Sterkenburg o.d.t. Noodlotsuren der menschheit : vijf historische miniaturen; en ook o.d.t. Lotswendingen)
- Drei Dichter Casanova - Stendhal - Tolstoi (1928), biografie
- Joseph Fouché (1929), biografie (https://www.uitgeverij-ijzer.nl/boeken/290-joseph-fouche-portret-van-een-politicus)
- De onzichtbare verzameling (1929) (Twee Nederlandse vertalingen door Johan de Molenaar en R. van Hengel)
- Marie Antoinette (1932), biografie (Nederlandse bewerking door G.J. Werumeus Buning-Ensink)
- Die Heilung durch den Geist Mesmer - Baker-Eddy - Freud (1930) (Nederlandse vertaling door R.P. Sterkenburg o.d.t. Genezing door den geest)
- Maria Stuart (1935), biografie (Nederlandse vertaling door R.P. Sterkenburg o.d.t. Maria Stuart)
- Triumph oder Tragik des Erasmus von Rotterdam (1934) (Nederlandse vertaling door R.P. Sterkenburg o.d.t. Triomf en tragiek van Erasmus van Rotterdam. Meulenhoff, 1959))
- Castellio gegen Calvin oder Ein Gewissen gegen die Gewalt (1936) (Nederlandse vertaling door R.P. Sterkenburg o.d.t. Strijd rond een brandstapel: Castellio tegen Calvijn)
- Magellan (1938) (Nederlandse vertaling door J. Winkler o.d.t. Magellan)
- Ungeduld des Herzens (1939) (Nederlandse vertaling door R.P Sterkenburg o.d.t. Het onberaden medelijden en door G. Vanhamme o.d.t. Deernis en liefde)
- Schachnovelle (1941) (Vier Nederlandse vertalingen o.d.t. Een schaaknovelle door E. van Altena, P. Huf, W.P. van Toorn en R. van Hengel)
- Die Welt von Gestern (1942), autobiografie (Nederlandse vertalingen door F.W. van Heerikhuizen en W.P. van Toorn o.d.t. De wereld van gisteren: herinneringen van een Europeaan)
- Balzac, biografie, fragmenten
- Rausch der Verwandlung, roman uit zijn nalatenschap
- Montaigne (aangevat in november 1941)[4], onafgewerkt essay (Nederlandse vertaling door Isabelle Schoepen en Kris Lauwerys, Athenæum-Polak &Van Gennep,2023, ISBN 978-90-253-1498-9)